# Моріц Хаар
Моріц Хаар (угор. Haár Móric, нар. 1901,  — пом.1944, Аушвіц) — угорський футболіст, що грав на позиції нападника.

## Життєпис
Виступав у складі столичних клубів ВАК і «Керюлеті». Далі грав у американській команді «Бруклін Вондерерз» із Нью-Йорка. На той час у США уже кілька років існував достатньо сильний професіональний чемпіонат.
Повернувшись на батьківщину, грав за команду «Хунгарія», у складі якої став чемпіоном Угорщини у сезоні 1928–29. У 1928 році провів у складі команди три матчі в Кубку Мітропи, престижному міжнародному турнірі для найсильніших команд центральної Європи. Після «Хунгарії» виступав у складі команди «Аттіла».
Єврей за національністю Моріц Хаар помер у концтаборі Аушвіц у 1944 році.